# Zeng Chongsheng
Pour les articles homonymes, voir Zeng.
Dans ce nom chinois, le nom de famille, Zeng, précède le nom personnel.
Zeng Chongseng est un joueur d'échecs chinois né le 10 juin 1993 dans le Guangdong. 
Au 1er octobre 2022, il est le onzième joueur chinois avec un classement Elo de 2 604 points.

## Biographie et carrière
Grand maître international depuis 2013, Zeng Chongseng termina septième du championnat d'Asie d'échecs en 2010 et 1er-2e de l'open de Hong-Kong en 2014. Il fut deuxième du championnat de Chine d'échecs en 2016 (ex æquo avec Bai Jinshi) et du tournoi HZ de Flessingue aux Pays-Bas la même année. Il finit troisième ex æquo de l'open de Riga en août 2017, 1er-4e de l'open de Kiel en juillet 2018, 2e-3e avec l'open Jolimark de Hong-Kong en décembre 2017, puis deuxième ex æquo de la coupe du Binhai 2018-2019. En 2020, il remporte l'open Vardaris de Thessalonique avec 7 points sur 7 et finit deuxième ex æquo du festival des jeux de Cannes et de l'open de Hillerød  au Danemark.